# جیرو هوریکوشی
جیرو هوریکوشی (به ژاپنی: 堀越 二郎؛ ۲۲ ژوئن ۱۹۰۳–۱۱ ژانویه ۱۹۸۲) سرمهندس طراح هواپیمای جنگنده در زمان جنگ جهانی دوم بود. در کارنامۀ وی طراحی جنگنده‌هایی مانند میتسوبیشی زیرو ای۶ام وجود دارد.

## زندگی شخصی
هوریکوشی در گونما، شهری نزدیک به فوجیوکا در ۱۹۰۳ به دنیا آمد. تحصیلاتش را در دانشکدۀ هوافضای دانشگاه توکیو به انجام رساند و در شرکت میتسوبیشی شروع به کار نمود. هوریکوشی ۵ فرزند داشت که هیچ‌کدام در صنعت هوانوردی فعالیت ندارند.

## حرفهٔ مهندسی
یکی از اولین کارهای جیرو هوریکوشی هواپیمای ناقص میتسوبیشی 1MF10 بود، یک هواپیمای آزمایشی که پس از چند آزمایش پرواز هرگز از مرحلهٔ نمونۀ اولیه عبور نکرد ولی با این حال، درس‌های آموخته شده از طراحی آن منجر به توسعهٔ بسیار موفق‌تر میتسوبیشی A5M (با اسم رمز متفقین "کلود") شد که در سال ۱۹۳۶ وارد تولید انبوه گردید. در سال ۱۹۳۷ از هوریکوشی و تیمش در میتسوبیشی درخواست شد تا نمونهٔ اولیه از هواپیمایی موسوم به دوازده (مطابق با دوازدهمین سال از دوران شووا) را طراحی کنند. نمونۀ اولیه هواپیمای ۱۲ در ژوئیه ۱۹۴۰ تکمیل و توسط نیروی دریایی امپراتوری ژاپن پذیرفته شد. از آنجایی که سال ۱۹۴۰ میلادی برابر با سال ۲۶۰۰ ژاپن بود، جنگنده جدید با نام‌های "مدل 00"، "زیرو" یا A6M زیرو نامگذاری شد که در ژاپن با نام "Rei-sen" نیز شناخته می‌شود که به معنای واقعی کلمه به معنای "جنگ صفر" است، که مخفف هواپیمای جنگنده مدل صفر است. پس از آن، هوریکوشی به طراحی بسیاری از جنگنده‌های دیگر تولید شده توسط میتسوبیشی در آن سال‌ها از جمله میتسوبیشی جی۲ام ("Thunderbolt") و همچنین میتسوبیشی ای۷ام ("Strong Gale") مبادرت ورزید.

## جنگ جهانی دوم

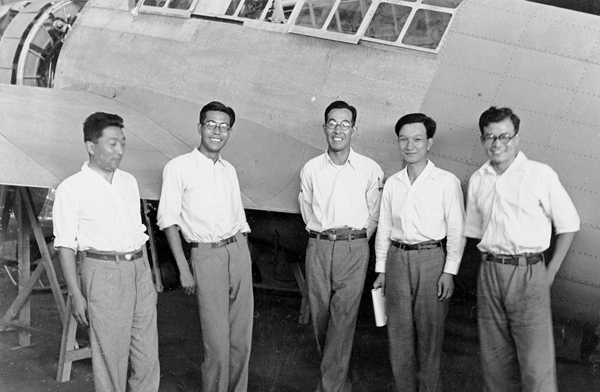
کارکنان صنایع سنگین میتسوبیشی. یوشیتوشی سونه (سمت چپ)، جیرو هوریکوشی (وسط).

علیرغم روابط نزدیک میتسوبیشی با تشکیلات نظامی ژاپن و مشارکت مستقیم او در تقویت بنیهٔ نظامی این کشور در هنگامهٔ جنگ جهانی دوم، هوریکوشی به‌شدت با آنچه که او به‌عنوان جنگی بیهوده می‌دانست مخالف بود.
گزیده‌ای از دفترچه خاطرات شخصی او در سال ۱۹۵۶ منتشر شده که موضع او را در قبال جنگ روشن می‌نماید: «
هنگامی‌که در صبح روز ۸ دسامبر ۱۹۴۱ از خواب بیدار شدیم، متوجه شدیم که درگیر جنگ شده‌ایم - بدون هیچ پیش‌دانشی… از آن زمان، اکثر ما که واقعاً قدرت صنعتی شگفت‌انگیز ایالات متحده را درک کرده بودیم، هرگز واقعاً باور نکردیم که ژاپن در این جنگ پیروز خواهد شد. ما متقاعد شده بودیم که دولت ما مطمئناً اقدامات دیپلماتیکی را در نظر دارد که قبل از اینکه وضعیت برای ژاپن فاجعه بار شود، درگیری را متوقف کند اما اکنون، بدون انجام هیچگونه حرکت مؤثری از طرف دولت برای جستجوی راه حل دیپلماتیک، آنها ما را به سوی نابودی سوق می‌دهند. ژاپن در حال نابودی است و من نمی‌توانم [هیچ کاری] بکنم جز اینکه سلسله مراتب نظامی و سیاستمداران کور نشسته در قدرت را برای کشاندن ژاپن به این دیگ جهنمی شکست، مقصر بدانم.»

## زمین لرزه
در هفتم دسامبر ۱۹۴۴ یک زلزله قدرتمند در منطقۀ توکای، شرکت میتسوبیشی را مجبور کرد که تولید هواپیما در کارخانه خود در اوهیماچی، ناگویا را متوقف کند و یک هفته بعد، یک حمله هوایی توسط B-29های آمریکایی به کارخانه تولید موتورهای هواپیمای میتسوبیشی در دایکو-چو، ناگویا، خسارات زیادی به کارخانه وارد نمود که منجر به کاهش شدید در تولید هواپیماهای جنگی شد. هوریکوشی که در آن هنگام در کنفرانسی در توکیو با افسران نیروی دریایی امپراتوری برای گفتگو در مورد تولید جنگنده جدید رپو شرکت کرده بود، در هفدهم به ناگویا بازگشت اما روز بعد حمله هوایی دیگری به کارخانه‌های میتسوبیشی صورت گرفت که در نتیجهٔ آن، شرکت میتسوبیشی، ماشین آلات و مهندسان خود را به حومه شرقی ناگویا منتقل کرد و هوریکوشی و دپارتمان مهندسی در ساختمان مدرسه‌ای در آن ناحیه اسکان داده شدند.

## بیماری
هوریکوشی که از کار زیاد خسته و ضعیف شده بود، در ۲۵ دسامبر به سینه‌پهلو مبتلا شده و تا اوایل آوریل در بستر ماند. در مدت بیماری، او وحشت حملات هوایی روزافزون به توکیو و ناگویا را مفصل ثبت کرد، از جمله حملهٔ ویرانگر عملیات آتش‌زای «میتینگ‌هاوس توکیو» در روزهای ۹ تا ۱۰ آوریل و یک حمله هوایی گسترده به ناگویا در شب بعد با پرتاب «ده‌ها هزار بمب آتش زا» توسط B-29ها که بیشتر شهر عمدتاً چوبی را ویران کرد.
در ۱۲ مارس، هوریکوشی بیشتر اعضای خانواده خود، از جمله مادر مسن، فرزندان و برادرناتنی اش را به روستای زادگاهش در نزدیکی تاکاساکی فرستاد تا از بمباران در امان بمانند اما همسرش در ناگویا نزد او ماند.
اگرچه هوریکوشی به دلیل بیماری طولانی خود بسیار ضعیف شده بود، اما در ماه مه به کار در میتسوبیشی بازگشته و به‌عنوان مدیر شرکت، در منطقهٔ ماتسوموتو در استان ناگانو منصوب شد. هنگامی‌که او در حال سفر با قطار به سمت ماتسوموتو بود، او شاهد مقیاس واقعی تأثیر جنگ بر ناگویا بود. او نوشت: «برای اولین بار، من واقعاً اثرات حملات آتش زا در ناگویا را دیدم. این شهر یک زمین بایر، سوخته و متروکهٔ وصف ناپذیر است. کارخانهٔ سابق من یک مخروبهٔ شبح‌آلود شده که توسط بمب‌ها تماماً نابود گشته. باور اینکه همه اینها رخ داده سخت است. می‌دانستم که به زودی خوب می‌شوم اما به طرز عجیبی تمایل چندانی به بازگشت به کار نداشتم. تصور شهر از هم پاشیده و کارخانه‌های ویران شده مرا لحظه ای رها نمی‌کند.»
هوریکوشی که هنوز بسیار ضعیف بود، تنها پس از یک هفته بازگشت به محل کارش، برای استراحت به خانه برگردانده شد. او به زادگاهش بازگشت و در آنجا به خانواده اش پیوست و تا ماه ژوئیه استراحت کرد. او در دفتر خاطرات خود ثبت کرد که چگونه هنوز هم وقتی که متفقین نزدیک تاکاساکی و مایباشی را بمباران می‌کردند، صدای انفجارهای دور را می‌شنیدند. در ماه‌های پایانی جنگ، هوریکوشی در دفترچهٔ خاطراتش از فرورفتن ژاپن در هرج و مرج و خستگی و یأس نوشت. اگرچه او در ۲۲ ژوئیه به کار در کارخانه ماتسوموتو بازگشت (زیرا ماتسوموتو از حملات هوایی در امان بود) اما او متوجه شد که در نتیجهٔ تخلیه اضطراری که کارمندان و کارگاه‌ها را در سراسر کشور پراکنده کرده بود، روحیه نیروی کار تضعیف شده و همه جا را هرج و مرج فرا گرفته.
تا اوایل ماه اوت اکثر کارکنان باقیمانده میتسوبیشی کار و فعالیت را رها کرده و برای شکست و تسلیم ژاپن آماده شدند که در ۱۵ اوت، یعنی شش روز پس از بمباران اتمی ناکازاکی رخ داد.

## پس از جنگ
پس از جنگ، هوریکوشی با هیده‌ماسا کیمورا در طراحی YS-11 شرکت کرده و متعاقباً میتسوبیشی را ترک کرد و در موسسات آموزشی و تحقیقاتی تدریس کرد. از سال ۱۹۶۳ تا ۱۹۶۵، او مدرس مؤسسه فضایی و هوانوردی دانشگاه توکیو بود و پس از آن از سال ۱۹۶۵ تا ۱۹۶۹ استاد آکادمی دفاع ملی بود. بین سال‌های ۱۹۷۲ تا ۱۹۷۳، او استاد دانشکده مهندسی دانشگاه نیهون بود.
در سال ۱۹۵۶، هوریکوشی در کتابی در مورد زیرو با ماساتاکه اوکومیا، یک ژنرال در JASDF و یک فرمانده سابق نیروی دریایی امپراتوری که اسکادران‌های جنگنده Zero را در طول جنگ رهبری می‌کرد، همکاری کرد. این کتاب در ایالات متحده در سال ۱۹۵۶ با عنوان صفر: «داستان جنگ هوایی ژاپن در اقیانوس آرام» منتشر شد. در اوایل دهه ۱۹۷۰ در نیمه بازنشستگی، او به عنوان مشاور جامعه سازندگان هواپیماهای ژاپنی خدمت کرد و همچنان نامه‌هایی از دوست داران هواپیما در سراسر جهان دریافت می‌کرد. در سفر به نیویورک، او به لانگ آیلند سفر کرد و در هتل گاردن سیتی، جایی که چارلز لیندبرگ شب قبل از پرواز انفرادی خود در اقیانوس اطلس در سال ۱۹۲۷ را در آنجا گذرانده بود، اقامت کرد. در پاییز ۱۹۷۳، هوریکوشی به‌دلیل دستاوردهای شغلی خود نشان درجه سوم طلوع خورشید ژاپن را دریافت کرد. خاطرات او در رابطه با توسعۀ زیرو در سال ۱۹۷۰ در ژاپن منتشر و در سال ۱۹۸۱ توسط انتشارات دانشگاه واشینگتن با عنوان Eagles of Mitsubishi: The Story of the Zero Fighter به انگلیسی ترجمه و منتشر گردید.

## مرگ
هوریکوشی در ۱۱ ژانویه ۱۹۸۲ در بیمارستانی در توکیو بر اثر ذات‌الریه و در سن ۷۸ سالگی درگذشت.

## در فرهنگ عامه
از زندگی وی فیلم انیمیشنی باد برمی‌خیزد توسط هایائو میازاکی در ۲۰۱۳ ساخته شده است. این فیلم به نحوه ساخت و طراحی هواپیماها توسط هوریکوشی و زندگی‌نامه او می‌پردازد. میازاکی بیشتر این جزئیات را از کتاب هوری تاسوئو در ۱۹۳۷ به نام باد برخاسته است، اقتباس کرده است.